# Con altura
Singles par Rosalía
De aquí no sales
(2019) Barefoot in the Park
(2019)
Singles par J. Balvin
I can't get enough
(2019) La Rebelión
(2019)
Con Altura est une chanson de la chanteuse espagnole Rosalía en duo avec le chanteur colombien J. Balvin sortie le 28 mars 2019 sous le label Sony Music Entertainment. 

## Contexte
En mars 2019, des rumeurs circulent au sujet de Rosalía qui interprète de nouvelles chansons lors de sa tournée. Ces rumeurs sont confirmées par la chanteuse elle-même lorsqu'elle annonce la sortie de Con Altura le 27 mars 2019 à travers un post sur les réseaux sociaux.

## Certifications
| Pays       | Certification | Ventes       | Références |
| ---------- | ------------- | ------------ | ---------- |
| Canada     | Or            | Music Canada | [ 2 ]      |
| Espagne    | 5 × Platine   | PROMUSICAE   | [ 3 ]      |
| États-Unis | Platine       | RIAA         | [ 4 ]      |
| France     | Or            | SNEP         | [ 5 ]      |
| Italie     | Or            | FIMI         | [ 6 ]      |
| Mexique    | Diamant       | AMPROFON     | [ 7 ]      |
| Pologne    | Or            | ZPAV         | [ 8 ]      |
| Portugal   | Or            | AFP          | [ 9 ]      |
| Suisse     | Or            | IFPI         | [ 10 ]     |